# Yukons lov
Yukons lov er en amerikansk stumfilm fra 1920 af Charles Miller.

## Medvirkende
- Edward Earle som Morgan Kleath
- Joseph Smiley som Tim Meadows
- Nancy Deaver som Goldie
- June Elvidge som Mrs. Meredith
- Bigelow Cooper som Dr. Meredith
- Tom Velmar som Joe Duke
- Warburton Gamble som Medford Delaney
- Sara Biala
- Nadine Nash
- Tom O'Malley
- John Webb Dillon
- Bird Millman